# 민영복
민영복(閔泳復, 1886년 ~ 1974년)은 일제 강점기의 교육인이며 대한민국의 정치인이다.

## 약력
- 관립한성사범학교 속성과 졸업
- 교사
- 1921년 5월 24일 괴산군 수안보보통학교 교장으로 발령받아 갔다.[1]
- 청주읍장
- 국민회 지부장
- 제2대 국회의원

## 가족관계
- 조부 : 민치익(閔致益, 1827 ~ 1873)
  - 부 : 민덕호(閔德鎬, 1853 ~ 1886)
  - 모 : 기계유씨(杞溪兪氏)
    - 자식 : 2남 4녀

## 역대 선거 결과
|  | 28.15% |

|  | 17.83% |

## 참고 자료
- 민영복 - 대한민국헌정회